# 桑原聖
桑原 聖（くわばら さとる）は、日本の作曲家、編曲家、音楽プロデューサー、ベーシスト。Arte Refact代表。

## 来歴・人物
中学生の頃、L'Arc-en-Cielを入口にギター、椎名林檎の音楽に惹かれてまもなくベースを始める。その後、ベーシストとして精力的なバンド活動を行う。2007年の冬に同人音楽活動をスタートし、次第に同人活動にシフトしてバンド活動を辞める。
2011年3月、東北地方太平洋沖地震を機に音楽制作チームの結成を決意し、同年Arte Refactを立ち上げた。
2014年より、旧名義のfandelmaleから本名での活動へ移行。2015年4月からはArte Refact代表を務める。2016年7月には株式会社AP DREAMを立ち上げ、代表取締役に就任。
『あんさんぶるスターズ!』では全面音楽プロデュースするほか、ニコニコ生放送「あんスタユニソンMidnightリクエストアワー」でもMCを務めている。『あんさんぶるスターズ!』はリリース前の企画段階で存在を知り、曲を作りたい思って曲を勝手に作ってプレゼンしに行ったほどにハマっている。原作を持っている会社がこういう音楽を作ったことがなく、作りたいけど作り方が分からない状態だった為に桑原の存在が渡りに船となり互いの思いが合致した。『温泉むすめ』でもサウンドプロデュースを行っている。
「音楽はドラマ、メロディーには物語を」を合言葉に、楽曲制作を行っている 。

## 主な作品

### アーティスト関連楽曲
- 石田燿子
  - 「soar」（編曲）
- 下野紘
  - 「Blue Moon」（作曲）
- TRUE
  - 「Joy Heart」（作曲）
- Pile
  - 「Primal Star」（作曲）
  - 「816 not found」（作曲）
- 中島ヨシキ
  - 中島ヨシキのザックリエイト Presents ショートムービー「待ち人」楽曲
- 真崎エリカ
  - 「GATEWAY」（編曲）
  - 「暁の緋色」（編曲）※コミック『暁のヴァンピレス 前奏曲-side Adelaide×Malheureux-』テーマソング
- 羽多野渉
  - 「明日の篝火」（作曲）
- 青山吉能・高木美佑
  - 「空色Message」（作曲）※インターネットラジオ『青山吉能と高木美佑が送る、マイナスイオンたっぷりのヒーリングラジオ。略して、「−マイラジ」』主題歌[6]

### ゲーム関連楽曲
- アイドルマスター ミリオンライブ!
  - 伊吹翼（Machico）
    - 「Believe my change!」（西添健と共作曲・酒井拓也と共編曲）

  - 望月杏奈（夏川椎菜）
    - 「VIVIDイマジネーション」（作曲）

  - 所恵美（藤井ゆきよ）
    - 「フローズン・ワード」（作曲）

  - 島原エレナ（角元明日香）
    - 「ファンタジスタ・カーニバル」（作曲）

  - 望月杏奈（夏川椎菜）・七尾百合子（伊藤美来）
    - 「成長Chu→LOVER!!」（作曲）

  - 高坂海美（上田麗奈）・田中琴葉（種田梨沙）
    - 「Understand? Understand!」（作曲）

  - 秋月律子（若林直美）
    - 「Liar's good bye」（編曲）

  - 北上麗花（平山笑美）
    - 「サマ☆トリ 〜Summer trip〜」（編曲）
- アイドルマスター SideM
  - DRAMATIC STARS・HIGH×Joker
    - 「夜空を煌めく星のように」（作曲）

  - 硲道夫（伊東健人）
    - 「Learning Message」（作曲）
- あんさんぶるスターズ!
  - Knights
    - 「Checkmate Knights」（作曲）

  - fine
    - 「終わらないシンフォニア」（作曲）
    - 「RAINBOW CIRCUS」（作曲）
    - 「Genuine Revelation」（作曲）

  - 2wink
    - 「シュガー・スパイス方程式」（作曲）

  - Trickstar
    - 「Rebellion Star」（作曲）

  - Switch
    - 「Temptation Magic」（作曲）
    - 「Knockin' Fantasy」（作曲）

  - UNDEAD
    - 「Gate of the Abyss」（作曲）
    - 「ハニーミルクはお好みで」（原田篤と共作曲・共編曲）

  - 2wink・UNDEAD
    - 「TRICK with TREAT!!(with UNDEAD)」（作曲）
- IS 〈インフィニット・ストラトス〉ヴァーサスカラーズ
  - 栗林みな実
    - 「GALACTIC WORLD」（主題歌、作曲）
- ウマ娘 プリティーダービー
  - ナイスネイチャ（前田佳織里）
    - 「アウト・オブ・トライアングル」（作曲）
- *ω*Quintet （オメガクインテット）
  - *ω*Quintet 
    - 「PROMiSED ViSION」（編曲）
- ガールズ&パンツァー ドリームタンクマッチ
  - Choucho
    - 「one and only」（作曲）
- 遊技機ガールズ&パンツァー
  - 佐咲紗花
    - 「High-Flying Future!!」（編曲）
- 乖離性ミリオンアーサー
  - 傭兵アーサー（阿部敦）
    - 「REWARD OF BELIEF」（作曲）
- 神様と運命革命のパラドクス
  - 白鳥ラナエル（絢瀬絵里（南條愛乃））
    - 「斯くも憂美な日となりて」（編曲）

  - 早乙女リリエル（矢澤にこ（徳井青空））
    - 「羽は知ってしまったの？」（編曲）

  - 恋塚フルーネティ（西木野真姫（Pile））
    - 「秘密と花園」（編曲）

  - アサギ（南ことり（内田彩））
    - 「夢☆ONCE AGAIN」（編曲）
- 黒蝶のサイケデリカ
  - 鴉翅（柿原徹也）
    - 「ここからのミライで」（作曲）
- バドミントンガールズ
  - 「smash!!!!!」（作曲）
- Revenge of Dragoon 〜逆襲の竜騎兵〜
  - 真崎エリカ
    - 「Flames of Avenge」（主題歌、編曲）

### アニメ関連楽曲
- アイドルタイムプリパラ
  - DressingPafé
    - 「Get Over Dress-code」（酒井拓也と共作曲）

  - WITH
    - 「リフレイン・ザ・シンフォニー」（作曲）
- 犬とハサミは使いよう
  - 秋月マキシ（芹澤優）
    - 「BRIGHTST LOVE!」（編曲）
- ウマ娘 プリティーダービー
  - 「グロウアップ・シャイン！」（ED、作曲）
- かみさまみならい ヒミツのここたま
  - ERIKA 
    - 「ここたまハッピ〜パラダイス！」（作曲）
- 境界線上のホライゾン
  - ネイト・ミトツダイラ（井上麻里奈）
    - 「東部第三地上騎士団“Loup”」（編曲）

  - 葵・喜美（斎藤千和）
    - 「Girls date With you Till dawn」（作曲）
    - 「Keep」（編曲）

  - 浅間・智（小清水亜美）
    - 「武蔵浅間神社祝詞十一式“武蔵整調”歌唱型」（編曲）

  - マルゴット・ナイト（東山奈央）
    - 「Abendsonne」（編曲）
- 境界線上のホライゾンII
  - きみとあさまで
    - 「武蔵浅間神社祝詞三十二式 “木花之佐久夜” 歌唱型」（編曲）

  - 愛繕
    - 「黒金屋-Eisen・テーマ曲」（編曲）

  - ネイト・ミトツダイラ（井上麻里奈）
    - 「月床咆哮」（編曲）
- キラッとプリ☆チャン
  - 白鳥アンジュ（三森すずこ）
    - 「フォーチュン・カラット」（作曲）
- 咲-Saki-全国編
  - 橋本みゆき
    - 「New SPARKS!」（OP、作曲）
- 劇場版/OVA 翠星のガルガンティア 〜めぐる航路、遥か〜（前編）
  - TRUE
    - 「はじまりの翼」（主題歌、編曲）
- 装神少女まとい
  - Mia REGINA
    - 「蝶結びアミュレット」（OP、作曲）

  - 皇まとい（諏訪彩花）・草薙ゆま（大空直美）
    - 「笑う神には福来たる！」（作曲）
- 探偵オペラ ミルキィホームズ　Alternative ONE 〜小林オペラと5枚の絵画〜
  - ミルキィホームズ
    - 「雨上がりのミライ (Alternative Mix)」（OP、編曲）
- テイルズ オブ ゼスティリア ザ クロス
  - 真崎エリカ
    - 「Ageless moon」（作曲）
- 転生したらスライムだった件
  - 寺島拓篤
    - 「メグルモノ」（OP、作曲）
- バディ・コンプレックス
  - TRUE
    - 「UNISONIA」（OP、作曲）
- FAIRY TAIL
  - 小林竜之・鈴木このみ
    - 「NEVER-END TALE」（OP、編曲）
- Fate/kaleid liner プリズマ☆イリヤ
  - 美遊（名塚佳織）
    - 「Fragment Hope」（作曲・編曲）
- Fate/kaleid liner プリズマ☆イリヤ ツヴァイ!
  - 栗林みな実
    - 「moving soul」（作曲）
- プリパラ
  - 「Love friend style」（編曲）
  - 「CHANGE! MY WORLD」（作曲）
  - 「ラッキー！サプライズ☆バースデイ -for Laala-」（作曲）
  - 「レインボウ・メロディー♪」（ED、作曲）
  - 「アラウンド・ザ・プリパランド！」（作曲）
  - 「ぷりっとぱ〜ふぇくと」（作曲）
  - 「Growin' Jewel!」（ED、作曲）
  - 「アメイジング・キャッスル」（作曲）
  - 「ラン♪ for ジャンピン！」（作曲）
  - 「組曲フォーエバー☆フレンズ」（作曲）
- 劇場版プリパラ み〜んなのあこがれ♪レッツゴー☆プリパリ
  - SoLaMi SMILE
    - 「トライアングル・スター」（作曲）
- 劇場版プリパラ み〜んなでかがやけ!キラリン☆スターライブ!
  - 北条そふぃ（久保田未夢）
    - 「Red Flash Revolution」（作曲）
- 劇場版プリパラ＆キラッとプリ☆チャン 〜きらきらメモリアルライブ〜
  - Run Girls, Run!
    - 「プリマ☆ドンナ？メモリアル！」（主題歌、作曲）
- 文豪ストレイドッグス
  - 太宰治（宮野真守）
    - 「永遠未遂にグッド・バイ」（作曲）
- sin 七つの大罪
  - ベリアル（伊藤静）
    - 「YES or YES」（作曲）
- ラブライブ!サンシャイン!!
  - Aqours
    - 「ハミングフレンド」（作曲）
    - 「Deep Resonance」（作曲）
- ワルキューレロマンツェ
  - 橋本みゆき
    - 「UN-DELAYED」（OP、作曲）

### 舞台関連楽曲
- あんさんぶるスターズ! オン・ステージ
  - Trickstar
    - 「Growing Smile」（作曲）
- あんさんぶるスターズ! オン・ステージ 〜Take your marks!〜
  - Trickstar
    - 「Wish upon a Stars」（作曲）
- あんさんぶるスターズ! エクストラ・ステージ 〜Judge of Knights〜
  - Knights
    - 「Knights Escort」（作曲）

  - 瀬名泉（高崎翔太）・鳴上嵐（北村諒）・天祥院英智（前山剛久）
    - 「material advantage」（作曲）
- あんさんぶるスターズ! オン・ステージ 〜To the shining future〜
  - Trickstar
    - 「WE CAN SHINE!」（作曲）
- あんステフェスティバル
  - fine
    - 「Angel's Wing」（作曲）
- 少女☆歌劇 レヴュースタァライト
  - 愛城華恋（小山百代）・神楽ひかり（三森すずこ）
    - 「Fancy You」（作曲）

### バンド楽曲
- Sir Vanity  桑原聖（Ba.）、中島ヨシキ（Gt.Vo.）、梅原裕一郎（Gt.Vo.）、渡辺大聖（Visual.）の4人で2019年7月に結成。バンド名であるSir Vanityの由来通り“自惚れ”た音楽活動を行う。水面下での準備を経て翌2020年4月1日を皮切りに活動開始。
  - Vanity（作曲）
  - 悠（作曲）
  - 紫陽花（作曲）
  - HERO（作曲）
  - goldfish（作曲）
  - will（作曲）
  - finder（作曲）
  - Ray（作曲）
  - rain（作曲）
  - 酔狂（作曲）
  - マイペース · メイカー（作曲）　
  - 透明なわたし（作曲）
  - Dawn（作曲）
  - 一日の終わり（作曲）
  - RiR（作曲）
  - New Day（作曲）
  - 御免あそばせ（作曲）
  - to start over（作曲）
  - らしくないかもな（作曲）
  - home（作曲）
  - Timeless（作曲）